# Schistura
Schistura és un gènere de peixos de la família dels balitòrids i de l'ordre dels cipriniformes.

## Distribució geogràfica
Es troba a Àsia: Turquia, Síria, l'Iran, el Pakistan, l'Índia –Arunachal Pradesh, Uttar Pradesh, Manipur, Nagaland i Meghalaya–, el Nepal, Bangladesh, Sri Lanka, Birmània, la Xina –Guangdong, Yunnan, Hong Kong i Sichuan–, Cambodja, el Vietnam, Malàisia i l'illa de Borneo, incloent-hi els Ghats Occidentals, l'Himàlaia i les conques dels rius Irauadi, Indus, Helmand, Salween, Mekong, Lam, Roig, Chao Phraya i Brahmaputra.

## Taxonomia
- Schistura acuticephalus (Hora, 1929)
- Schistura afasciata (Mirza & Banarescu, 1981)
- Schistura alepidota (Mirza & Banarescu, 1970)
- Schistura alta (Nalbant & Bianco, 1998)
- Schistura alticrista (Kottelat, 1990)
- Schistura altipedunculatus (Banarescu & Nalbant, 1968)
- Schistura amplizona (Kottelat, 2000)
- Schistura anambarensis (Mirza & Banarescu, 1970)
- Schistura antennata (Freyhof & Serov, 2001)
- Schistura aramis (Kottelat, 2000)
- Schistura arifi (Mirza & Banarescu, 1981)
- Schistura athos (Kottelat, 2000)
- Schistura atra (Kottelat, 1998)
- Schistura aurantiaca (Plongsesthee, Page & Beamish, 2011)
- Schistura bachmaensis (Freyhof & Serov, 2001)
- Schistura bairdi (Kottelat, 2000)
- Schistura balteata (Rendahl, 1948)
- Schistura baluchiorum (Zugmayer, 1912)
- Schistura bampurensis (Nikolskii, 1900)
- Schistura bannaensis (Chen, Yang & Qi, 2005)
- Schistura beavani (Günther, 1868)
- Schistura bella (Kottelat, 1990)
- Schistura bolavenensis (Kottelat, 2000)
- Schistura breviceps (Smith, 1945)
- Schistura bucculenta (Smith, 1945)
- Schistura callichromus (Zhu & Wang, 1985)
- Schistura callidora (Bohlen & Slechtová, 2011)
- Schistura carbonaria (Freyhof & Serov, 2001)
- Schistura cataracta (Kottelat, 1998)
- Schistura caudofurca (Mai, 1978)
- Schistura ceyhanensis (Erk' Akan, Nalbant & Özeren, 2007)
- Schistura chapaensis (Rendahl, 1944)
- Schistura chindwinica (Tilak & Husain, 1990)
- Schistura chrysicristinae (Nalbant, 1998)
- Schistura cincticauda (Blyth, 1860)
- Schistura clatrata (Kottelat, 2000)
- Schistura conirostris (Zhu, 1982)
- Schistura corica (Hamilton, 1822)
- Schistura coruscans (Kottelat, 2000)
- Schistura crabro (Kottelat, 2000)
- Schistura cristata (Berg, 1898)
- Schistura cryptofasciata (Chen, Kong & Yang, 2005)[20]
- Schistura curtistigma (Mirza & Nalbant, 1981)
- Schistura dalatensis (Freyhof & Serov, 2001)
- Schistura daubentoni (Kottelat, 1990)
- Schistura dayi (Hora, 1935)
- Schistura deansmarti (Vidthayanon & Kottelat, 2003)
- Schistura defectiva (Kottelat, 2000)
- Schistura deignani (Smith, 1945)
- Schistura denisoni (Day, 1867)
- Schistura desmotes (Fowler, 1934)
- Schistura diminuta (Ou, Montaña, Winemiller & Conway, 2011)
- Schistura disparizona (Zhou & Kottelat, 2005)[21]
- Schistura dorsizona (Kottelat, 1998)
- Schistura dubia (Kottelat, 1990)
- Schistura ephelis (Kottelat, 2000)
- Schistura evreni (Erk' Akan, Nalbant & Özeren, 2007)
- Schistura fasciata (Lokeshwor & Vishwanath, 2011)[22]
- Schistura fascimaculata (Mirza & Nalbant, 1981)
- Schistura fasciolata (Nichols & Pope, 1927)
- Schistura finis (Kottelat, 2000)
- Schistura fowleriana (Smith, 1945)
- Schistura fusinotata (Kottelat, 2000)
- Schistura geisleri (Kottelat, 1990)
- Schistura globiceps (Kottelat, 2000)
- Schistura harnaiensis (Mirza & Nalbant, 1969)
- Schistura himachalensis (Menon, 1987)
- Schistura hingi (Herre, 1934)[23]
- Schistura hoai (Nguyen, 2005)
- Schistura horai (Menon, 1952)[24]
- Schistura humilis (Lin, 1932)
- Schistura huongensis (Freyhof & Serov, 2001)[25]
- Schistura imitator (Kottelat, 2000)
- Schistura implicata (Kottelat, 2000)
- Schistura incerta (Nichols, 1931)
- Schistura irregularis (Kottelat, 2000)
- Schistura isostigma (Kottelat, 1998)
- Schistura jarutanini (Kottelat, 1990)
- Schistura kangjupkhulensis (Hora, 1921)[26]
- Schistura kaysonei (Vidthayanon & Jaruthanin, 2002)[27]
- Schistura kengtungensis (Fowler, 1936)[28]
- Schistura kessleri (Günther, 1889)
- Schistura khamtanhi (Kottelat, 2000)
- Schistura khugae (Vishwanath & Shanta, 2004)[29]
- Schistura kloetzliae (Kottelat, 2000)
- Schistura kohatensis (Mirza & Banarescu, 1981)[30]
- Schistura kohchangensis (Smith, 1933)
- Schistura kongphengi (Kottelat, 1998)
- Schistura kontumensis (Freyhof & Serov, 2001)
- Schistura laterimaculata (Kottelat, 1990)
- Schistura latidens (Kottelat, 2000)
- Schistura latifasciata (Zhu & Wang, 1985)[31]
- Schistura lepidocaulis (Mirza & Nalbant, 1981)
- Schistura leukensis (Kottelat, 2000)[32]
- Schistura lindbergi (Banarescu & Mirza, 1965)
- Schistura lineatus (Nguyen, 2005)
- Schistura longa (Zhu, 1982)
- Schistura machensis (Mirza & Nalbant, 1970)
- Schistura macrocephalus (Kottelat, 2000)
- Schistura macrolepis (Mirza & Banarescu in Mirza, Nalbant & Banarescu, 1981)
- Schistura macrotaenia (Yang, 1990)[33]
- Schistura maculiceps (Roberts, 1989)
- Schistura maepaiensis (Kottelat, 1990)
- Schistura magnifluvis (Kottelat, 1990)
- Schistura mahnerti (Kottelat, 1990)
- Schistura malaisei (Kottelat, 1990)
- Schistura manipurensis (Chaudhuri, 1912)[34]
- Schistura melarancia (Kottelat, 2000)
- Schistura menanensis (Smith, 1945)
- Schistura microlabra (Mirza & Nalbant, 1981)
- Schistura minutus (Vishwanath & Shanta Kumar, 2006)
- Schistura moeiensis (Kottelat, 1990)
- Schistura multifasciata (Day, 1878)
- Schistura nagaensis (Menon, 1987)
- Schistura nagodiensis (Sreekantha, Gururaja, Remadevi, Indra & Ramachandra, 2006)
- Schistura nalbanti (Banarescu & Mirza, 1972)[35]
- Schistura namboensis (Freyhof & Serov, 2001)
- Schistura namiri (Krupp & Schneider, 1991)
- Schistura nandingensis (Zhu & Wang, 1985)
- Schistura naseeri (Ahmad & Mirza, 1963)
- Schistura nasifilis (Pellegrin, 1936)
- Schistura nicholsi (Smith, 1933)
- Schistura nielseni (Nalbant & Bianco, 1998)[36]
- Schistura niulanjiangensis (Chen, Lu & Mao, 2006)
- Schistura nomi (Kottelat, 2000)
- Schistura notostigma (Bleeker, 1863)
- Schistura novemradiata (Kottelat, 2000)
- Schistura nudidorsum (Kottelat, 1998)
- Schistura obeini (Kottelat, 1998)
- Schistura oedipus (Kottelat, 1988)
- Schistura orthocauda (Mai, 1978)
- Schistura pakistanica (Mirza & Banarescu, 1969)
- Schistura papulifera (Kottelat, Harries & Proudlove, 2007)[37]
- Schistura paucicincta (Kottelat, 1990)
- Schistura paucifasciata (Hora, 1929)
- Schistura pellegrini (Rendahl, 1944)
- Schistura personata (Kottelat, 2000)
- Schistura pertica (Kottelat, 2000)
- Schistura pervagata (Kottelat, 2000)
- Schistura poculi (Smith, 1945)
- Schistura porthos (Kottelat, 2000)
- Schistura prashadi (Hora, 1921)
- Schistura prashari (Hora, 1933)
- Schistura pridii (Vidthayanon, 2003)[38]
- Schistura procera (Kottelat, 2000)
- Schistura pseudofasciolata (Zhou & Cui, 1993)
- Schistura psittacula (Freyhof & Serov, 2001)
- Schistura punctatus (Nguyen, 2005)
- Schistura punctifasciata (Kottelat, 1998)
- Schistura punjabensis (Hora, 1923)
- Schistura quaesita (Kottelat, 2000)
- Schistura quasimodo (Kottelat, 2000)
- Schistura rara (Zhu & Cao, 1987)
- Schistura reidi (Smith, 1945)
- Schistura rendahli (Banarescu & Nalbant, 1968)
- Schistura reticulata (Vishwanath & Nebeshwar, 2004)[39]
- Schistura reticulofasciata (Singh & Banarescu, 1982)
- Schistura rikiki (Kottelat, 2000)
- Schistura robertsi (Kottelat, 1990)
- Schistura rupecula (McClell, 1839)
- Schistura russa (Kottelat, 2000)
- Schistura samantica (Banarescu & Nalbant, 1978)
- Schistura sargadensis (Nikolskii, 1900)
- Schistura savona (Hamilton, 1822)
- Schistura scaturigina (McClell (ex Hamilton), 1839)
- Schistura schultzi (Smith, 1945)
- Schistura semiarmata (Day, 1867)
- Schistura sertata (Kottelat, 2000)
- Schistura sexcauda (Fowler, 1937)
- Schistura seyhanicola (Erk' Akan, Nalbant & Özeren, 2007)
- Schistura shadiwalensis (Mirza & Nalbant, 1981)
- Schistura sharavathiensis (Sreekantha, Gururaja, Remadevi, Indra & Ramachandra, 2006)
- Schistura sigillata (Kottelat, 2000)
- Schistura sijuensis (Menon, 1987)
- Schistura sikmaiensis (Hora, 1921)
- Schistura similis (Kottelat, 1990)
- Schistura sokolovi (Freyhof & Serov, 2001)
- Schistura sombooni (Kottelat, 1998)
- Schistura spekuli (Kottelat, 2004)[40]
- Schistura spiesi (Vidthayanon & Kottelat, 2003)
- Schistura spiloptera (Valenciennes, 1846)
- Schistura spilota (Fowler, 1934)
- Schistura suber (Kottelat, 2000)
- Schistura susannae (Freyhof & Serov, 2001)
- Schistura tenura (Kottelat, 2000)
- Schistura thanho (Freyhof & Serov, 2001)
- Schistura tigrinum (Vishwanath & Nebeshwar Sharma, 2005)
- Schistura tirapensis (Kottelat, 1990)
- Schistura tizardi (Kottelat, 2000)
- Schistura tubulinaris (Kottelat, 1998)
- Schistura udomritthiruji (Bohlen & Slechtová, 2010)
- Schistura vinciguerrae (Hora, 1935)[41]
- Schistura waltoni (Fowler, 1937)
- Schistura xhatensis (Kottelat, 2000)
- Schistura yersini (Freyhof & Serov, 2001)
- Schistura zonata (McClell, 1839)[42]